# Doro Levi
Pour les articles homonymes, voir Levi.
Doro Levi était un archéologue né le 1er juillet 1898 à Trieste en Littoral autrichien et mort le 3 juillet 1991. En 1988, il était directeur des fouilles de Phaistos.

## Études
Il fait ses études à l'université de Florence puis à celle de Rome et devient membre de l'Italian School of Archeology à Athènes (1921-1923).
Il effectue des fouilles sur l'acropole d'Athènes et à Gökciallar près de Bodrum et est nommé inspecteur à la direction des Antiquités d'Étrurie à Florence en 1926. Il fouille à Chiusi, Vetulonia, Volterra et Massa Marittima et, en 1931-1933, organise la première mission italienne en Mésopotamie. Il fouille alors la ville assyrienne de Kalzo.
Organisateur de la section Orient pour la Mostra Augustea della Romanità (1934), il enseigne l'archéologue et l'histoire de l'art antique à l'université de Cagliari de 1935 à 1938. Il est alors aussi surintendant des antiquités et art médiéval de Sardaigne.
Il fouille encore à Olbia et réorganise les musées de Cagliari et de Sassari. Séjournant aux États-Unis de 1938 à 1945, il enseigne à l'université Harvard et est nommé membre de l'Institute for Advanced Studies de Princeton.
Directeur de l’École d'archéologique d'Athènes à partir de 1947, il rouvre les fouilles de Cyrène et de Tripolitaine et fonde la mission d'Hiérapolis en Phrygie. En 1950, il fait aussi reprendre les travaux de Phaestos et de Gortyne (Crète) et fonde le musée stratigraphique de Phaestos. Il réorganise les fouilles de Poliochni à Lemnos puis, en 1959, se rend en Israël où il ouvre les fouilles de Cesarea.
Il dirige en 1960 la mission de Iasos en Carie et est élu en 1968 à l'Accademia nazionale dei Licei.

## Travaux
- Il Museo civico di Chiusi, 1935
- Quaderni dell'Istituto di cultura in Dublino, 1963